# Пророкування
Пророкування — повідомлення про певні події, які ймовірно здійсняться в майбутньому.
В залежності від підґрунтя пророкувань, вони діляться на раціональні та ірраціонльні. Раціональні передбачення ґрунтуються на певних знаннях закономірностей (наукових або побутових) і способах їх практичної реалізації. Ірраціональні пророцтва ґрунтуються на незвичайних, унікальних талантах пророка (осяяння, ясновидіння, провидницький дар, інтуїція та ін.)
Пророкування істотно відрізняється від понять: ворожіння, ясновидіння, передбачення, прогнозування та інших понять, які є, по суті, спробами зазирнути в майбутнє з метою підтвердження сприятливого або несприятливого результату деяких певних дій.
Пророк — людина, що має (або симулює) дар передбачення, який пророкує прийдешні події.

## Історія
У деяких релігійних сюжетах (наприклад, германо-скандинавській міфології) слово провісника виявляється навіть вище бажання богів, оскільки навіть боги не в силі скасувати передбаченого, причому передбачення може бути висловлено навіть богу. При цьому «доля», «фатум» — виявляються набагато нижче за рангом передбачення. Їх можна поміняти, виконавши якусь дію, обітницю, помолившись і т. д.